# Berlinale 1980
La Berlinale 1980, 30e édition du festival international du film de Berlin (30. Internationalen Filmfestspiele Berlin), s'est tenue du 18 au 29 février 1980.

## Jury
- Ingrid Thulin (Présidente du jury)
- Betsy Blair
- Mathieu Carrière
- Alberto Isaac
- Peter Kern
- Károly Makk
- Alexandre Mitta
- Alexandre Trauner
- Angel Wagenstein

## Sélections

### Compétition
La sélection officielle en compétition se compose de 20 films.
- Allemagne, mère blafarde (Deutschland, bleiche Mutter) de Helma Sanders-Brahms[1]
- Bizalom d'István Szabó[2]
- Les Bons Débarras de Francis Mankiewicz[1]
- Le Chef d'orchestre (Dyrygent) d'Andrzej Wajda[2]
- Le Crime de Cuenca (El crimen de Cuenca) de Pilar Miró[1]
- Düşman de Yılmaz Güney et Zeki Ökten[2]
- Fais donc l'amour, on n'en meurt pas ! (Marmeladupproret) d'Erland Josephson[1]
- Heartland de Richard Pearce[2]
- Korpinpolska de Markku Lehmuskallio[2]
- Marigolds in August de Ross Devenish[2]
- La Mort en direct de Bertrand Tavernier[1]
- Moscou ne croit pas aux larmes (Moskva slezam ne verit) de Vladimir Menchov[1]
- Palermo (Palermo oder Wolfsburg)[2]
- Pipicacadodo (Chiedo asilo) de Marco Ferreri[2]
- Le Prix de la survie (Der Preis fürs Überleben) de Hans Noever[1]
- Rude Boy de Jack Hazan et David Mingay[2]
- Solo Sunny de Konrad Wolf et Wolfgang Kohlhaase[2]
- Transit de Daniel Wachsmann[2]
- La Veuve Montiel (La viuda de Montiel) de Miguel Littin[1]
- Le Voyage en douce de Michel Deville[1]

### Courts métrages
- Hlavy de Petr Sís[2]
- Rod Gröth de Jörg Moser-Metius[2]

### Forum
- Die Kinder aus Nr. 67 d'Usch Barthelmeß-Weller et Werner Meyer[1]
- On Company Business d'Allan Francovich[1]
- Hungerjahre - in einem reichen Land de Jutta Brückner[1]
- L'Amateur (Amator) de Krzysztof Kieślowski[1]
- Marathon d'automne (Osenniy marafon) de Gueorgui Danielia[1]

## Palmarès
- Ours d'or : 
  - Heartland de Richard Pearce
  - Palermo de Werner Schroeter
- Ours d'argent (Grand prix du jury) : Pipicacadodo de Marco Ferreri
- Ours d'argent du meilleur acteur : Andrzej Seweryn dans Le Chef d'orchestre d'Andrzej Wajda
- Ours d'argent de la meilleure actrice : Renate Krößner dans Solo Sunny de Konrad Wolf et Wolfgang Kohlhaase